# 不感症
不感症（ふかんしょう、英語: frigidity）とは、性的な刺激に対して、快感が少ないか、まったく快感を覚えないこと。

## 概要
不感症に類似するものとして、性的快感が得られるかどうかではなく、性欲自体が生じない状態を、女性の場合では冷感症（れいかんしょう）という。
また、オーガズムなどの快感ではなく、セックス時に濡れないなどの現象も、不感症に見られることがある。この場合、性行為自体への緊張や恐怖心などによる、メンタルによるものが多い。

## 性医学
性的な不感症の原因は、精神的な問題と神経生理学的な問題に分けられる。両者が密接に関係して起こる場合もある。男性の場合は性的刺激に反応しない勃起不全や、射精が行われない極端な遅漏といった問題。
性的不感症は当人にとっても、その相手にとっても、多大な精神的ストレスを与えやすい。さらに、これらのストレスが状態を悪化させることもあるため、性急な解決を求めるのは逆効果である。
その一方では個人の価値観にもよるが、性的興奮を催す対象は人により様々であることから、その人の性的嗜好にも絡んで、見当違いな刺激を与えている場合には、やはり興奮することができない。
なお女性のオーガズムに関しては、婦人雑誌などで行われたアンケート（『モア・リポート』（集英社）など）によれば過半数の性交においてオーガズムに達していないとする話もあり、一概にオーガズムに達していないからといって、不感症だとは言えない。また男性においても、体位や射精にいたる興奮の度合いで達し方に明確な差異が見られる。